# Christian August von Friesen (General)
Christian August Freiherr von Friesen (* 15. März 1674 in Sulzbach; † 24. September 1737 im Lazarett von Belgrad) war ein königlich-polnischer und kurfürstlich-sächsischer Generalleutnant. Er gehörte zu den ersten 21 sächsischen Generälen, die nach der Stiftung mit dem Militär-St.-Heinrichs-Orden ausgezeichnet wurden.

## Herkunft
Christian August stammte aus dem sächsischen Adelsgeschlecht von Friesen und war der Sohn von Christian August Freiherr von Friesen (1646–1681) und dessen Ehefrau Christina geborene von Offenberg (1650–1687). Als Christian August 13 Jahre alt war, wurde er bereits Vollwaise.

## Leben
Wie viele ging er in sächsische Militärdienste. Er nahm 1715 an den Feldzügen in Polen und Pommern auf stieg 1716 zum Oberst der Infanterie auf. Als 1717 sein Onkel Otto Heinrich starb, wurde er dessen Universalerbe, blieb aber beim Militär, auch als er 1719 zum Kämmerer ernannt wurde. Am 30. Mai 1725 wurde er zum Generalmajor befördert und nahm 1730 als solcher auch am Lager in Mühlberg teil. Im Polnischen Erbfolgekrieg wurde er 1733 nach Polen in Marsch gesetzt, erhielt aber diplomatische Aufgaben. Er begleitete eine große polnische Delegation von Petrikow nach Tarnowitz, diese war vom Kurfürsten ins Reich eingeladen worden. Er befand sich bei Corps des Generals Diemar, als dieser am 24. Dezember 1733 Krakau besetzt, damit der Kurfürst dort am 17. Januar 1734 krönen lassen konnte. Am 18. Februar 1734 stieg er dann zum Generalleutnant auf und wurde mit der Armee des Feldmarschalls Sachsen-Weißenfels zur Belagerung von Danzig in Marsch gesetzt. Anschließend kehrte er nach Sachsen zurück, aber 1735 wurde er Kommandeur der sächsischen Hilfstruppen in Polen, die gegen die Franzosen am Rhein eingesetzt wurden. Im Oktober kämpfte er mit der Corps Seckendorff im Gefecht an der Salm. Im gleichen Jahr erhielt er den neugestiftenen sächsischen St. Heinrichs-Orden. 1737 wurde er dann Kommandeur der sächsischen Hilfstruppen für den Feldzug gegen Ungarn. Bei Belgrad erkrankte er schwer und starb.

## Familie
Er war mit Maria Charlotta geborene von Mäsebuch (* 14. Februar 1688; † 24. April 1753) verheiratet. Sie entstammte dem hessischen Uradelsgeschlecht Meysenbug (auch: Meysebug, Meseburg, Meisebug, Meysebuch); ihre Mutter Louise Henriette war eine Schwester von Carl Hildebrand von Canstein. Sein Stiefvater war der königlich-polnische Geheime Rat und Kanzler Otto Heinrich von Friesen (1654–1717), Besitzer der Güter Schloss Rötha und Geschwitz. Seine Tante war die Lyrikerin Henriette Catharina von Gersdorff. Der Diplomat und Direktor des Geheimen Rats Heinrich von Friesen war sein Großonkel.
Da die 1704 geschlossene Ehe seiner Schwägerin Hedwig Sophia geborene von Mäsebuch mit Friedrich von Stammern, dem königlich-polnischen und kurfürstlich-sächsischen Hof- und Justizrat, ohne männliche Nachkommen geblieben war, erbten den Stammerschen Lehnsbesitz, namentlich das im kursächsischen Anteil der Grafschaft Mansfeld gelegene Amt Rammelburg mit dem Schloss Rammelburg, die beiden Söhne von Christian August von Friesen, Carl August und Johann Friedrich Ernst Freiherr von Friesen.